# スナッピー・コミュニケーションズ
スナッピー・コミュニケーションズ（英: Snappy Communications Inc.）は、東京都千代田区に本社を置く日本の企業。
音楽分野のSNSソフトウェアの企画・運営、演奏情報サイト「オケ専♪」を運営。

## 沿革
2005年にはアイティフォーがスナッピーを傘下に収めていた。